# Villa Romana de Neves
A Villa Romana de Neves é um sítio arqueológico na freguesia de Santa Bárbara de Padrões, no Município de Castro Verde, em Portugal.

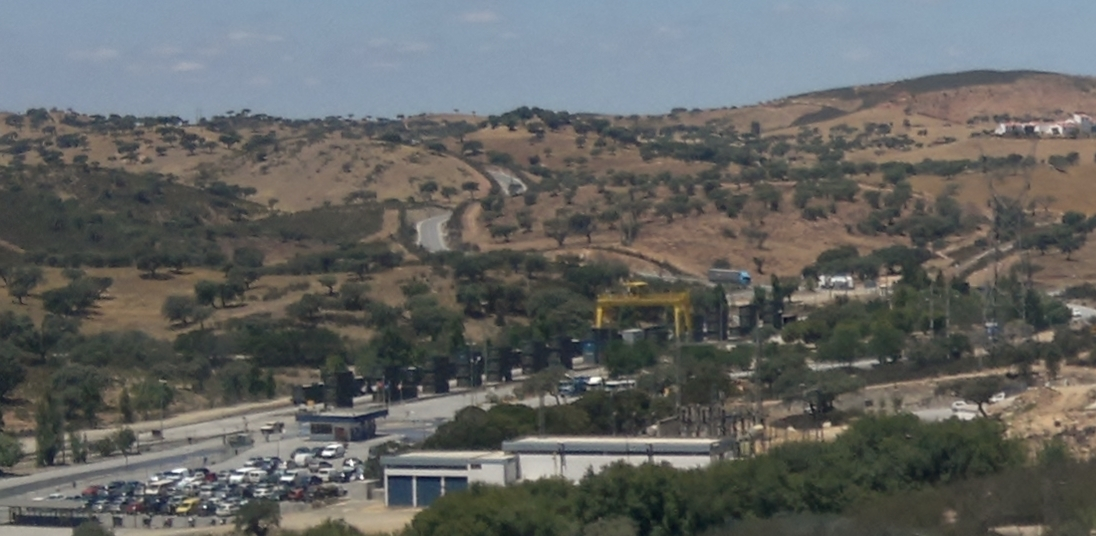
Terminal ferroviário de Neves Corvo, em 2012. Os vestígios arqueológicos situam-se na área à direita da estação, encontrando-se em risco devido às infraestruturas rodoviárias e ferroviárias.

## Descrição e história
Os vestígios arqueológicos estão situados nas imediações da Mina de Neves-Corvo, junto às vias rodoviárias e ferroviárias de acesso ao couto mineiro. Foram classificadas com estando em mau estado de conservação. O recinto consistia num pequeno estabelecimento residencial e agrícola, que pode ser classificado como uma villa linear de tipologia simples. Foi construída em cima do afloramento rochoso, tendo sido identificados os locais onde o solo foi aberto para servir de espaço entre as paredes, criando assim uma planta em relevo. As paredes foram construídas em alvenaria, e foram descobertos pequenos canais que entrecortam a parede na face leste do edifício, que viriam de um pátio de uso agrícola. Além dos vestígios de estruturas, também foram recolhidos fragmentos de várias peças, principalmente de cerâmica, que incluiam lucernas, pesos de tear, Campaniense B, terra sigillata itálica, sudgálica e hispânica, e de paredes finas. Foi igualmente encontrado um fragmento de vidro no estilo millefiori (en) - Tiberia, parte do fusilhão de uma fíbula, e pregos de ferro.
De acordo com o espólio encontrado no seu interior, a villa terá sido ocupada durante o reinado de Augusto e os finais do século I d.C ou princípios do II d.C. Os trabalhos arqueológicos no local iniciaram-se entre 1984 e 1985, com uma intervenção de emergência, devido às obras para a construção de uma estrada, tendo sido descobertos os vestígios de várias estruturas e várias peças. Em 1995 foi feito um levantamento arqueológico, e em 2003 o local voltou a ser investigado, no sentido de avaliar o seu estado de conservação.